# Love hotel

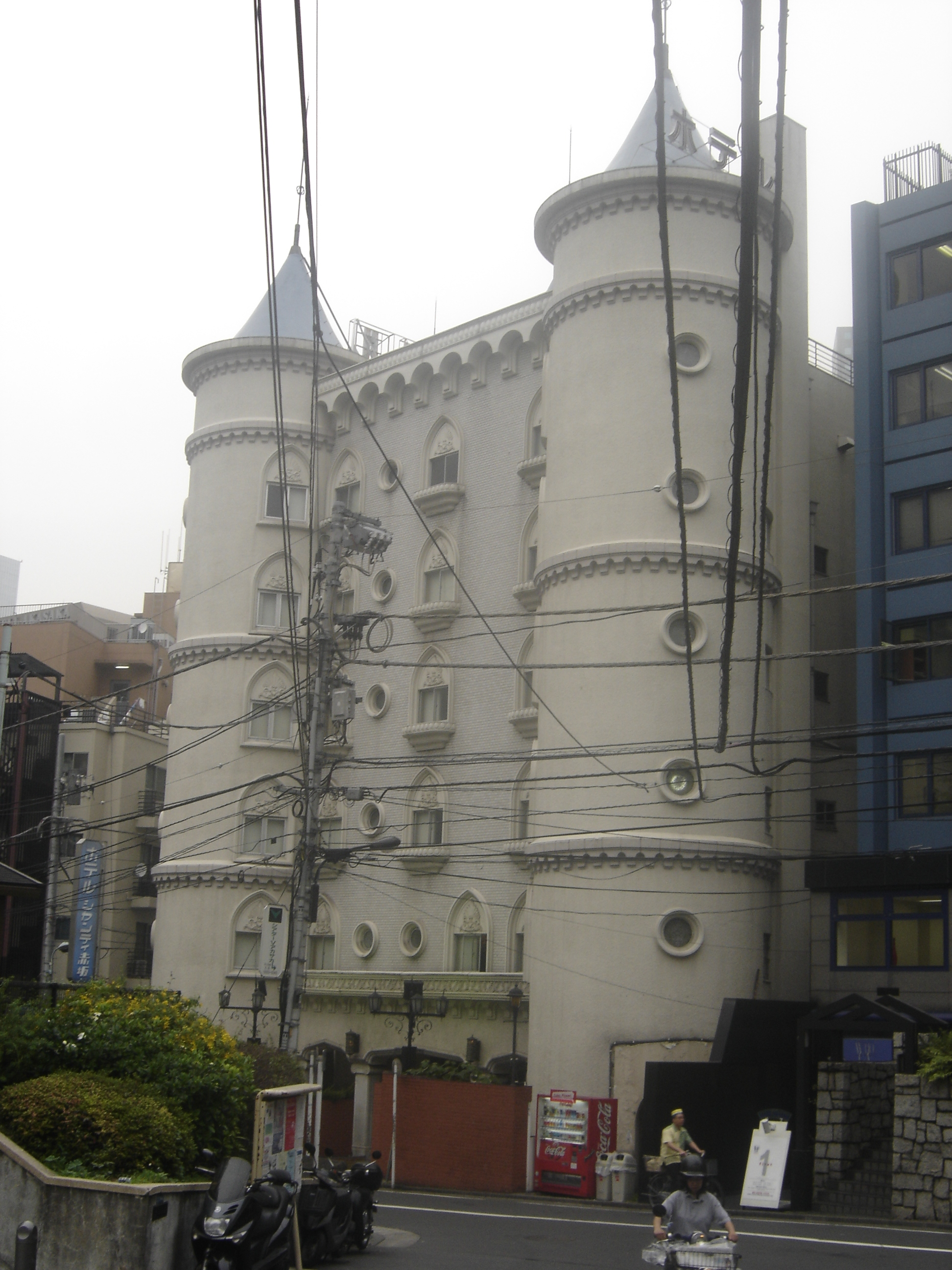
Um love hotel com temática de castelo em Tóquio, Japão

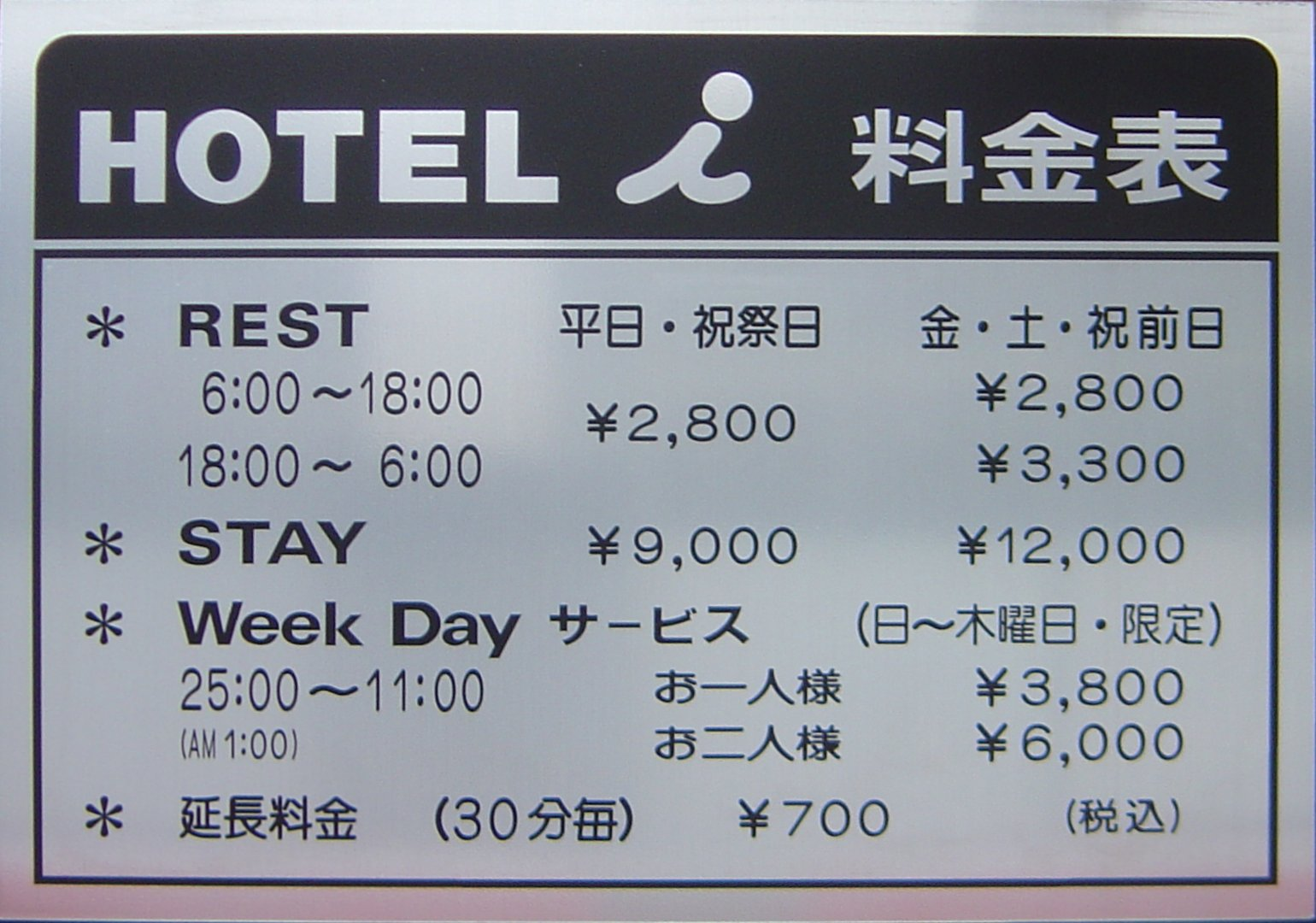
Uma tabela de preços de um love hotel, as legendas estão em inglês e japonês

Um love hotel (em japonês: ラブホテル; transl. rabu hoteru; lit. "hotel do amor") é um tipo de hotel de curta estadia que oferece privacidade e discrição a um par que deseja ter relações sexuais, que se encontra difundido principalmente em países como Japão e Coreia do Sul, mas, também sendo encontrado no ocidente, mais notavelmente na Europa Ocidental e nas Américas. Eles são idênticos, em estilo e propósito, aos motéis no Brasil e a hotéis semelhantes em certos países do mundo.
Difere de estabelecimentos do género doutras partes do mundo pelo facto de que a maior parte dos clientes serem realmente casados. No entanto os hotéis do amor também são usados para prostituição e enjo kosai. As entradas para os hotéis são discretas e o contacto com empregados é minimizado. Os hotéis variam muito entre si, havendo os mais utilitários e os mais caros, que podem incluir, por exemplo, camas vibrantes.
Este tipo de estabelecimentos está concentrado em determinados bairros, ou perto de autoestradas nos subúrbios da cidade, para acesso mais fácil via veículos como automóveis e motocicletas.

## Leitura de apoio
- Bornoff, Nicholas (1991). Pink Samurai: Love, Marriage, and Sex in Contemporary Japan. New York: Pocket Books. ISBN 978-0-671-74265-2. OCLC 0671742655

- Constantine, Peter (1993). Japan's Sex Trade: A Journey Through Japan's Erotic Subcultures. Tokyo: Yenbooks. ISBN 978-4-900737-00-6. OCLC 37135004

- De Mente, Boye Lafayette (2006). Sex and the Japanese: The Sensual Side of Japan. Rutland, Vermont: Tuttle Publishing. ISBN 978-0-8048-3826-9. OCLC 71239207

- Jacob, Ed (2008). Love Hotels: An Inside Look at Japan's Sexual Playgrounds. Raleigh, N.C.: Lulu Press. ISBN 978-1-4357-4186-7. OCLC 317291464

- Misty Keasler (photographs); Rod Slemmons (essay); Natsuo Kirino (foreword) (2006). Love Hotels: The Hidden Fantasy Rooms of Japan. San Francisco: Chronicle Books. ISBN 978-0-8118-5641-6. OCLC 65197752

- Tsuzuki, Kyoichi, ed. (2008). ラブホテル—Satellite of LOVE [Love Hotel: Satellite of Love] (em japonês e inglês). Trans. by Alfred Birnbaum revis ed. Tokyo: Aspect. ISBN 978-4-7572-1490-3. OCLC 228498562  A photobook on the subject.

- Souty, Jérôme. Motel Brasil. Une anthropologie des love hotels. Paris: Riveneuve.  ISBN 978-2-36013-335-2.